# Championnat du Maroc de football 2023-2024
Navigation
Édition précédente Édition suivante
La saison 2023-2024 de la Botola Pro1 Inwi est la 108e édition du championnat du Maroc de football et la 4e sous l'appellation Botola Pro1 Inwi. Il s'agit de la 13e édition du championnat sous l'ère professionnelle. La saison commence le 25 août 2023 et s'achève le 14 juin 2024.

## Compétition

### Règlement
Critères de départage :
1. Différence de buts générale ;
2. Plus grand nombre de points sur confrontations directes ;
3. Différence de buts particulière ;
4. Plus grand nombre de buts dans les confrontations directes ;
5. Plus grand nombre de buts à l’extérieur dans les confrontations directes ;
6. Meilleure attaque générale ;
7. Meilleure attaque à l'extérieur (général) ;
8. Club ayant marqué le plus grand nombre de buts sur une rencontre de championnat ;
9. Départage disciplinaire

### Classement
| Rang | Équipe          | Pts | J  | G  | N  | P  | Bp | Bc | Diff |
| ---- | --------------- | --- | -- | -- | -- | -- | -- | -- | ---- |
| 1    | Raja CA         | 72  | 30 | 21 | 9  | 0  | 52 | 15 | +37  |
| 2    | AS FAR T        | 71  | 30 | 22 | 5  | 3  | 65 | 22 | +43  |
| 3    | RS Berkane      | 52  | 30 | 14 | 10 | 6  | 38 | 23 | +15  |
| 4    | Wydad AC        | 44  | 30 | 12 | 8  | 10 | 31 | 27 | +4   |
| 5    | US Touarga      | 44  | 30 | 12 | 8  | 10 | 36 | 33 | +3   |
| 6    | OC Safi         | 44  | 30 | 11 | 11 | 8  | 29 | 26 | +3   |
| 7    | Fath US         | 43  | 30 | 11 | 10 | 9  | 32 | 28 | +4   |
| 8    | RCA Zemamra P   | 40  | 30 | 11 | 7  | 12 | 35 | 35 | 0    |
| 9    | MA Tétouan      | 35  | 30 | 7  | 14 | 9  | 27 | 28 | -1   |
| 10   | HUS Agadir      | 35  | 30 | 8  | 11 | 11 | 35 | 43 | -8   |
| 11   | MAS Fès         | 34  | 30 | 8  | 10 | 12 | 34 | 35 | -1   |
| 12   | IR Tanger       | 33  | 30 | 7  | 12 | 11 | 29 | 38 | -9   |
| 13   | JS Soualem      | 27  | 30 | 8  | 6  | 16 | 31 | 46 | -15  |
| 14   | SCC Mohammédia  | 25  | 30 | 6  | 7  | 17 | 19 | 40 | -21  |
| 15   | MC Oujda        | 25  | 30 | 5  | 10 | 15 | 20 | 46 | -26  |
| 16   | CAY Berrechid P | 20  | 30 | 4  | 8  | 18 | 21 | 49 | -28  |

Qualifications africaines
- Ligue des champions 2024-2025
- Coupe de la confédération 2024-2025

Relégation
- Relégation en Botola 2 2023-2024

Abréviations
- T : Tenant du titre
- P : Promu de Botola 2 2021-2022
- C : Vainqueur de la Coupe du Trône 2021-2022

## Statistiques

### Meilleurs buteurs
| Rang | Joueur            | Club       | Buts | Matchs |
| ---- | ----------------- | ---------- | ---- | ------ |
| 1    | Yousri Bouzok     | Raja CA    | 14   | 27     |
| 2    | Ismail Khafi      | IR Tanger  | 13   | 27     |
| 3    | Mouhcine Bouriga  | Maghreb AS | 12   | 28     |
| 4    | Abdou Badji       | MA Tétouan | 10   | 26     |
| 5    | Mohamed Hrimat    | AS FAR     | 10   | 28     |
| 6    | Sofian El Moudane | HUS Agadir | 9    | 23     |
| 7    | Younes Najari     | OC Safi    | 9    | 25     |
| 8    | Youssef El Fahli  | RS Berkane | 9    | 26     |
| 9    | Tawfik Bentayeb   | US Touarga | 9    | 26     |
| 10   | Amine Zouhzouh    | AS FAR     | 9    | 28     |
| 11   | Hamid Ahadad      | Fath US    | 9    | 28     |

Source: leballonrond.fr, Transfermarkt.fr , 
soccerway.com 

### Meilleurs passeurs
| Rang | Joueur         | Club    | Passes | Matchs |
| ---- | -------------- | ------- | ------ | ------ |
| 1    | Yousri Bouzok  | Raja CA | 8      | 27     |
| 2    | Amine Zouhzouh | AS FAR  | 7      | 28     |
| 3    | Ayoub Nanah    | Fath US | 6      | 27     |